# Hayashiella
Hayashiella is een kevergeslacht uit de familie van de boktorren (Cerambycidae). De wetenschappelijke naam van het geslacht werd voor het eerst geldig gepubliceerd in 2001 door Vives & Ohbayashi N..

## Soorten
Hayashiella is monotypisch en omvat slechts de volgende soort:
- Hayashiella malayana Vives & Ohbayashi, 2001